# Bellwald
Bellwald is een gemeente en plaats in het Zwitserse kanton Wallis, en maakt deel uit van het district Goms.
Bellwald telt 435 inwoners.

## Geografie
Bellwald ligt noordelijk van Brig hoog boven het Walliser Rhonetal op 1560 m. en is daarmee de hoogstgelegen gemeente in Goms. Het op de zuidhelling gelegen dorp is te sinds 1962 te bereiken via een bochtenrijke weg of sinds 1956 met een gondelbaan vanuit het treinstation Fürgangen-Bellwald (sinds 1915) van de Matterhorn Gotthard Bahn (MGB).
Het dorp Bellwald is vooral bergopwaarts richting het noordoosten gegroeid, waar zich ook het dalstation van de stoeltjeslift naar de Alp Richene of Richinen bevindt, en is hier losjes met het dorp Ried samengegroeid. Aan de weg dalafwaarts naar het Fieschertal volgen nog de dorpjes Egga (Eggen) en Bodma (Bodmen). Zuidwestelijk onder Bellwald, net boven de Rhône, bevindt zich het gehucht Fürgangen met het treinstation. Niet meer bewoond zijn de oostelijk gelegen oude nederzettingen Schlettren en Nesselschlucht; in de laatste staat nog een kapelletje. Het oord Mutti boven het dorp is door nieuwbouw inmiddels geheel met Bellwald samengegroeid.

## Bezienswaardigheden
Bellwald heeft een goed onderhouden, autovrij dorpskern met typische, zonverbrande Walliser huizen, stallen en smalle steegjes. Aan de zuidelijke rand van het dorp staat de in 1698 gebouwde Pfarrkirche zu den Sieben Freuden Mariens met een rijk barokinterieur. Daarnaast ligt het bergkerkhof met het ossuarium. Rondom de dorpskern zijn sinds de opening van de doorgaande weg veel Chalets en hotels gebouwd.

## Toerisme
In de zomer komen er veel wandelaars naar Bellwald. De beide stoeltjesliften naar Richenen en Steibechriz ontsluiten een wandelgebied met kleine bergmeren met een goed uitzicht op het Waliser berglandschap tot aan de Matterhorn. Het hoogste uitzichtspunt is de Risihorn (2875 m boven zeeniveau). Vanuit Richenen op 2040 m bevindt zich een mountainbikeroute met 400 m hoogteverschil tot aan het dalstation van de stoeltjeslift. Bellwald ligt ook aan de geliefde Gommer Höhenweg, die van Fiesch langs Bellwald naar Münster in het Obergoms voert. In het dorp zelf bevinden zich enkele sport- en recreatievoorzieningen, zoals een voetbalveld, Minigolf- en tennisbanen, barbecueplaats en een speeltuin met een funpark voor skaters. Bellwald beschikt over meer dan 1200 vakantiewoningen en 4300 bedden (Stand 2002).
In de winter gebruiken vooral skiërs en snowboarders het dorp voor hun vakantie. Het Bellwalder skigebied met een vierzits-stoeltjeslift en een zeszits-stoeltjeslift loopt vanaf 1600 m tot aan 2550 m. Het skigebied bevat blauwe, rode en zwarte skipistes en beschikt ook over een installatie met sneeuwkanonnen.